# 孛罗忽
孛罗忽，又作博勒呼，名巴彦蒙克（羅馬化：Bayan möngke，又作巴延蒙克、巴彦猛可，1448年—1479年），蒙古大汗阿噶巴尔济的孙子，哈剌苦出与齐齐克妣吉（也先之女）之子。
也先篡位时，他的伯祖父脱脱不花、祖父阿噶巴尔济先后败亡。其父哈剌苦出逃亡中遇害。也先的祖母萨穆尔太后将他换出，保住性命。送到兀良哈（乌梁海）少师呼图克图处抚养。长大后，他娶呼图克图的女儿锡吉尔为妻。摩伦汗死后近十年，蒙古混战，大汗之位空缺，直到1475年，满都鲁在混战中胜利继位。满都鲁封巴彦蒙克为博勒呼济农（所以明朝称之为孛罗忽）。他和满都鲁在科尔沁部的帮助下合兵击败毛里孩，为摩伦汗报仇。满都鲁因生病不能和其夫人伊克哈巴尔图·钟金哈屯同床共枕，鸿郭赉于是挑拨大汗和济农的关系，造谣称博勒呼济农要将她夺走，于是他被迫出逃，被亦思马勒太师击败，妻子锡吉尔被俘。逃亡途中，孛罗忽路过永谢布部，身上的金腰带被人发现，克里叶、察罕、帖木儿、蒙克、哈剌班第等五人抢夺不成，将其杀害。满都鲁死后，满都鲁的第二位妻子满都海夫人拥立巴彦蒙克之子巴图蒙克为大汗，就是达延汗。